# Kaija Siren

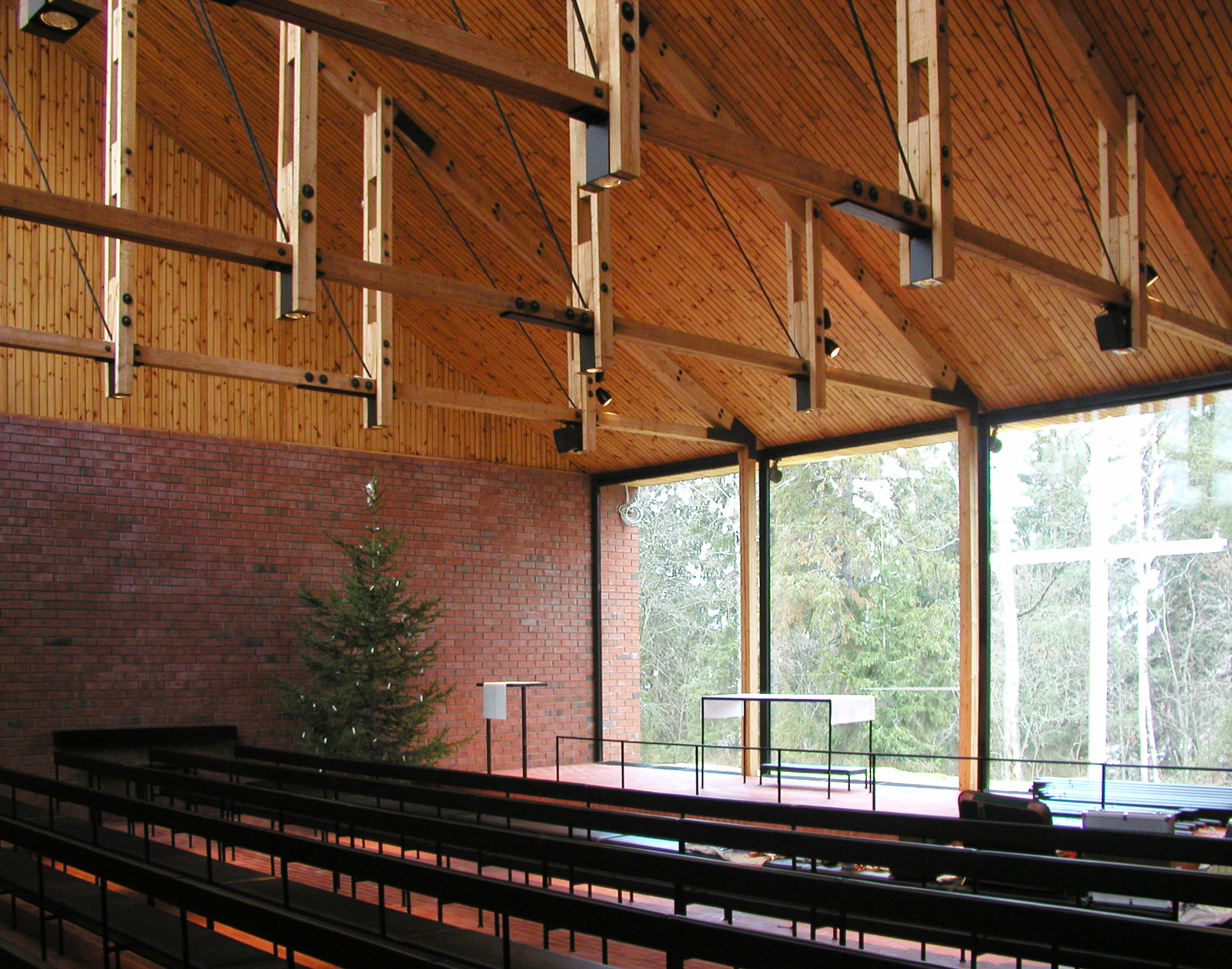
Capilla de Otaniemi, Kaija y Heikki Siren

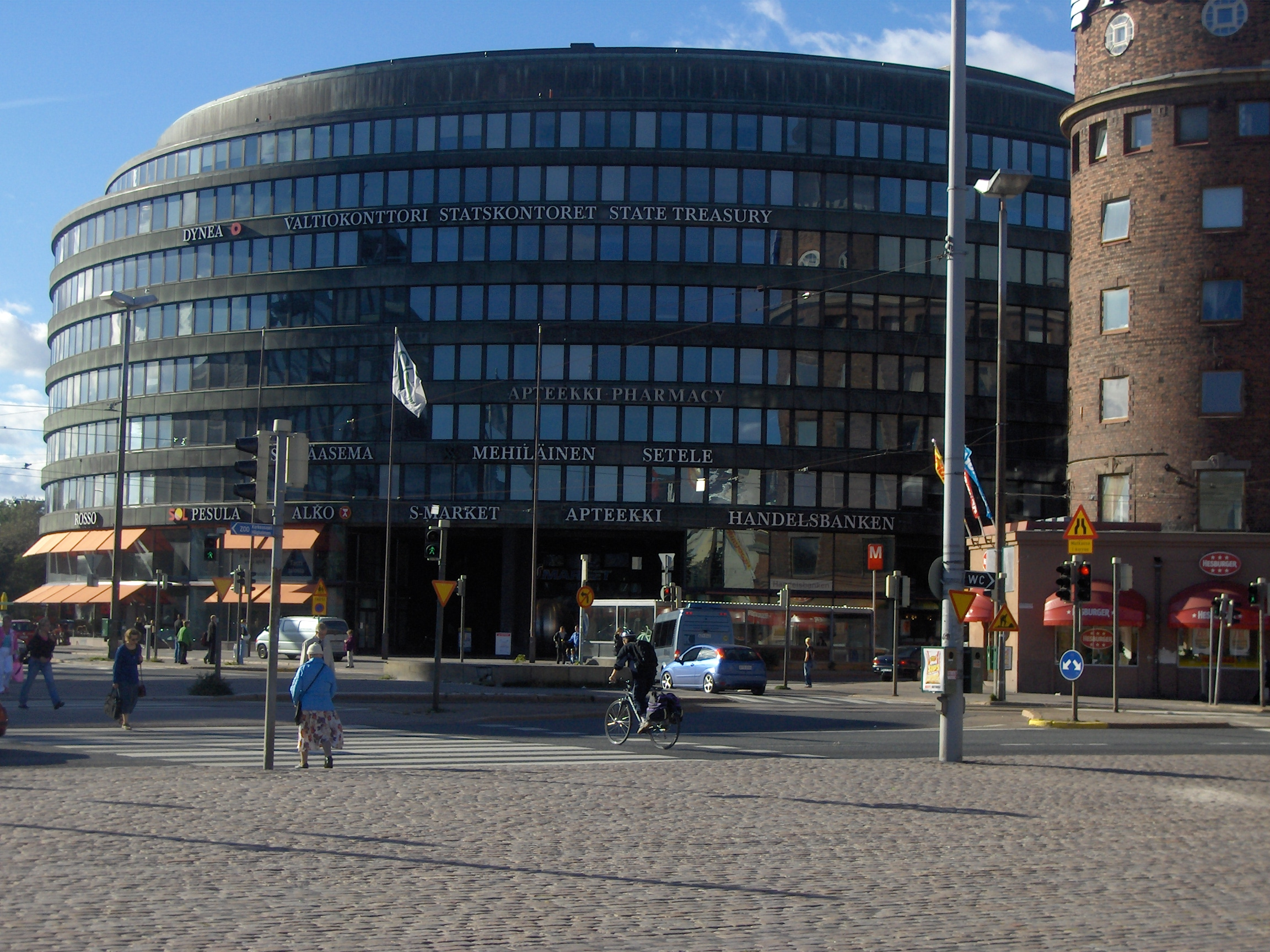
Edificio Ympyrätalo, Kaija y Heikki Siren

Katri (Kaija) Anna-Maija Helena Siren (Kotka, 23 de octubre de 1920-Helsinki, 15 de enero de 2001) fue una arquitecta finlandesa que junto con su esposo Heikki Siren proyectaron importantes obras en su país.

## Primeros años

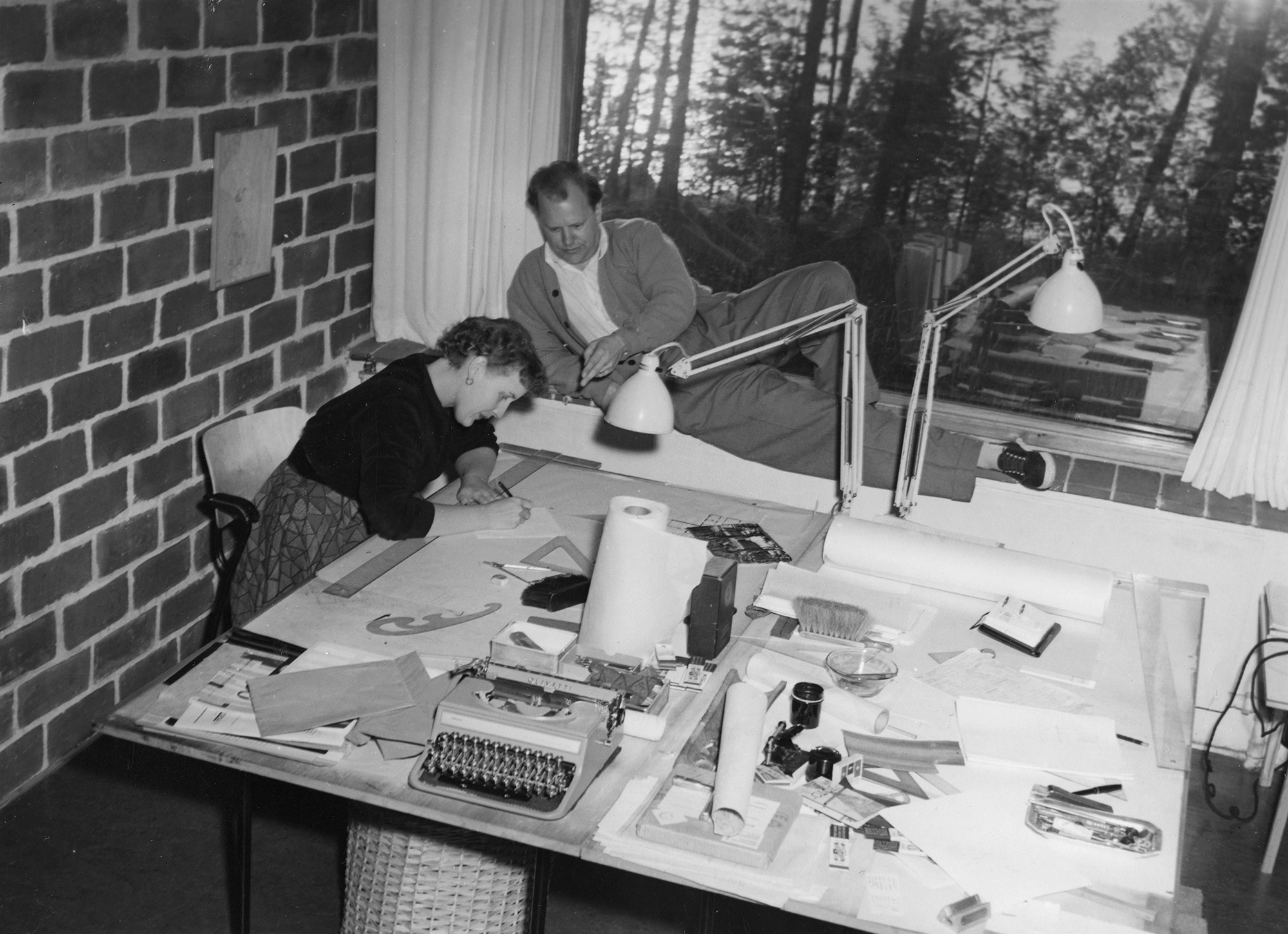
Kaija Siren y Heikki Siren en su despacho de Lauttasaari, Helsinki.

Se graduó de la escuela secundaria en 1939 y en 1948 de arquitecta en la Universidad Politécnica de Helsinki. Durante el mismo año de su graduación Kaija Siren realizó un viaje de estudios por Alemania, Inglaterra, Suiza, Francia e Italia.
En 1944 se casó con el también arquitecto Heikki Siren, con quien fundó en 1949 su propia oficina de arquitectura en la que trabajaron toda su vida.
Quizás, debido a su ciudad natal y donde creció, Kaija Siren fue una gran amante del mundo náutico, y su obra arquitectónica tiene características compartidas con este mundo como es la precisión, la funcionalidad y el rigor. Pero también refleja en su arquitectura creencias y nociones relativas a la naturaleza, su valor y su trascendencia, principios que afectan a la figura humana, su papel en el mundo y su legado cultural.

## Obras
Su obra más reconocida es la Capilla luterana de Otaniemi, de 1957, situada en el Campus Universitario de Otaniemi, junto a Helsinki; obra que aúna la arquitectura rural finlandesa con la arquitectura moderna. En el campus están además de las obras de Alvar y Elissa Aalto, el Centro Dipoli de Raili y Reima Pietilä. Es decir, que en el proyecto del conjunto, convergen tres excepcionales arquitectas del momento. Debido a la difusión de esta, el resto de su trabajo, que es muy abundante e interesante, resulta más desconocido.
Otras de sus obras destacadas son: las viviendas en Tapiola, de 1963. Las mismas responden a las premisas de un concurso de la Housing Foundation, para la construcción de viviendas unifamiliares a partir de métodos industrializados y experimentación en la ciudad de Tapiola, Finlandia. Se trataba de obtener una tipología económica, adaptable al paisaje, cómoda y de rápida ejecución. Estas viviendas las desarrolla con una estructura modular en madera, trabajo que realizó junto con Heikki Siren y los ingenieros Kauko Rastas y Kaarlo Rautkari.
Junto a Heikki Siren protagonizó un interesante intercambio entre su propia cultura nórdica y el mundo oriental. Los dos ejemplos más significativos son su propia residencia de verano 1966-69 en la isla de Lingönso, Finlandia, un proyecto que une la herencia oriental y la local; y el club de golf de la isla de Hokkaido en Japón, 1977, edificio que fue construido en Finlandia por artesanos del pueblo de Ivalo, desmontado y transportado por mar a través de Siberia hasta Onumo donde fue erigido por un equipo formado por constructores fineses y artesanos japoneses. Esta experiencia de viaje, arquitectura y trabajo fue un intercambio excepcional entre ambos países y sus tradiciones.
Kaija Siren además de arquitecta tenía otras dedicaciones entre las que estaba su familia. Tuvo un gran papel y una posición pública respecto a las necesidades en la arquitectura común y sobre temas sanitarios. Trabajó en la década de 1980 como miembro del Consejo de las Artes.
Se encuentra sepultada en el cementerio de Hietaniemi.

## Obras principales
- 1954 - Teatro nacional de Finlandia (extensión), Helsinki, Finlandia
- 1956 - Capilla Otaniemi, Espoo, Finlandia
- 1961 - Iglesia Orivesi, Orivesi, Finland
- 1965 - Oficinas municipales de Kallio, Helsinki, Finland
- 1968 - Edificio Ympyrätalo, Helsinki, Finlandia
- 1970 - Escuela Lauttasaari, Helsinki, Finlandia
- 1973 - Centro Brucknerhaus, Linz, Austria
- 1982 - Edificio Graniittitalo, Helsinki, Finlandia
- 1983 - Centro de conferencias, Bagdad, Irak

## Reconocimientos
Kaija y Heikki Siren consiguieron numerosos premios nacionales e internacionales, entre ellos de la Academia Francesa de Arquitectura y la medalla de oro de los Estados Unidos, miembro honorario del American Institute of Architects. Kaija Siren fue homenajeada por la Asociación Finlandesa de Arquitectos (SAFA) quien le entregó una medalla, que fue diseñada por un hijo, el escultor Hannu Siren.